# بن رایلی
بنجامین "بن" ریلی (به انگلیسی: Ben Reilly)، همچنین به عنوان‌های چند شخصیت مانند اسکارلت اسپایدر، اسپایدر کلون، مرد عنکبوتی، اسپایدر کارنیج و شغال شناخته می‌شود، یک شخصیت تخیلی ابر قهرمان می‌باشد در کتاب‌های آمریکایی و منتشر شده توسط مارول کمیکس است. این شخصیت اولین بار در کمیک‌های مرد عنکبوتی شگفت‌انگیز شماره ۱۴۹ (اکتبر ۱۹۷۵) حضور پیدا کرد و به دست جری کانوی، استن لی و جک کربی ساخته شد. او یک کلون و متحد اصلی مرد عنکبوتی (پیتر پارکر) است و برجسته در سال ۱۹۹۴–۹۶ در کمیک‌های "کلون ساگا" و به دست گرین گابلین کشته شد ولی گرین گابلین نمی‌خواست بن ریلی را بکشد بن ریلی جان مرد عنکبوتی را نجات داد و مرد، البته مرد عنکبوتی هم می‌توانست با حس عنکبوتی خودش جا خالی بدهد و گرین گابلین توسط گلایدر خود کشته می‌شد، اما این یک قتل ظاهری بود و بن ریلی دوباره برگشت. بن ریلی یک برادر کلون دارد که نامش کین پارکر است، و یک برادر انسان دارد که همان پیتر پارکر/مرد عنکبوتی است. در ضمن بن ریلی اسکارلت اسپایدر اصلی است.
این شخصیت به نویسندگی جری کانوی ایجاد شد، این شخصیت اولین بار در مرد عنکبوتی شگفت‌انگیز شماره ۱۴۹ (اکتبر ۱۹۷۵) ظاهر شد. در طول داستان "کلون ساگا" او یک لباس عجیب و غریب مانند مرد عنکبوتی را به وجود آورد که شامل یک لباس ورزشی آبی بدون آستین آبی است که با انگشتان سیاه و سفید در جلو و عقب و با استفاده از ابزار جراحی اسپندکس قرمز و ماسک، مچ دست یا وب شوتر تسمه ای، به هنرمندی تام لایل طراحی شده‌است، قبل از اینکه تنوع لباس مرد عنکبوتی طراحی شده بود به هنرمندی مارک بگلی را به عنوان جانشین او برای مدتی قبل از مرگش انجام داد.
در سال ۲۰۱۷ "دیگر مرده نیستند:توطئه کلونی" در جریان داستان، شخصیت احیا شد. در سال ۲۰۱۷، بن ریلی:اسکارلت اسپایدر، او هویت اسکارلت اسپایدر را به دست می‌گیرد و تیم‌های خلاق مارول کمیکس را به عنوان یک قهرمان جدید تجسم می‌کند و تلاش خود را مبنی بر بازگشت خود را به عنوان یک قهرمان واقعی یک بار دیگر آغاز می‌کند.

## تاریخ انتشار
بن ریلی اولین بار به عنوان مرد عنکبوتی در مرد عنکبوتی شگفت انگیز شماره ۱۴۹ رو نمایی شد. این مسئله بعداً در ۳۰ دسامبر دوباره بررسی شد. نویسنده: جری کانوی توضیح داد: که چرا او، شخصیت را ایجاد کرد؟ 
یکی از مواردی که من در آن زمان تلاش می کردم این بود که ایده های خود را برای نتیجه گیری منطقی ، اما پوچ ، برهان خلف بود. ایده این بود که اگر ما گوئن استیسی را به عنوان یک کلون به ارمغان آوریم ،چگونه می توانم سهم خود را افزایش دهم وقتی که از او خلاص شوم. وقتی آن را از کتاب بیرون می آورم ، چه کاری را می توانم انجام دهم که آن را واقعاً موثر داشته باشم و آن را مشخص کنم تا به سطح بعدی برسانم؟ و من فکر کردم ، اگر بتوانیم گوئن را در هم بشکنیم ، می توانیم پیتر را به طور کلی کلون کنیم. من نیز در آن زمان عاشق عناوینی بودم که از عناوین قدیمی استعلایی ملودرامیک گذشته بازی می کردند. .... من با عنوان "اگر من را بکشی خواهم مرد؟" را مطرح کردم. این اساساً یک تقلید از عنوان قدیمی استن لی بود که در حال از بین رفته است ، اما من نیز فکر کرده ام با عنوان خوب به طور کلی بود. بنابرین واقعاً این چیزی بود که انگیزه داشت - برای بالا بردن امتیازات ، به ما پایان خوبی برای داستان گوئن استیسی داد ، و به من اجازه داد کمی سرگرم کننده با قواعد داستان سرایی زمان باشد.
اگر چه کانوی قصد نداشت که شخصیت را فراتر از این ظاهر اولیه، که در آن او میمیرد، نداشته باشد، ریلی در کامیک‌های "کلون ساگا" که از اکتبر ۱۹۹۴ تا دسامبر ۱۹۹۶ از طریق تمام پنج عنصر مرد عنکبوتی در عناوین مرد عنکبوتی شگفت انگیز، تارهای مرد عنکبوتی، مرد عنکبوتی نامحدود و مرد عنکبوتی خارق العاده است. ویرایشگر دنی فینگروث و به کارگردانی هنرمندان مرد عنکبوتی را برای طراحی لباس برای شخصیتی که از لباس‌های ابرقهرمان متعارف یا تأکید بر قابلیت‌های ساده به جای فلش هدایت می‌کند، طراحی کرد. هنرمندان به‌طور مستقل از ایده‌های صحنه و لباس مشغول به کار بودند، و با توجه به مارک بگلی، طراحی "هودی" تام لایل در میان آن‌ها به تصویب یکنخل رسید. بعد از آن لباس محلی مرد عنکبوتی طراحی شده توسط بگلی با تغییرات جزئی توسط باب بودیانسکی جایگزین شد.
بین نوامبر و دسامبر ۱۹۹۵ اسکارلت اسپایدر جایگزین مرد عنکبوتی شد و خود را در هر پنج عکسی از کامیک‌ها جای داد، و نام سر مقاله‌ها شد به اسکارلت اسپایدر شگفت انگیز، تارهای اسکارلت اسپایدر، اسکارلت اسپایدر، اسکارلت اسپایدر نامحدود، و اسکارلت اسپایدر خارق العاده. ریلی همچنین برجسته در مواد تکمیلی ارائه شده برای داستان، از جمله مرد عنکبوتی: سال‌های از دست رفته و مرد عنکبوتی: مجلات کلون برجسته. این داستان بعداً در "اگر چه گرگ" بازنگری شد. جلد ۲ شماره ۸۶. ریلی مداد مرد عنکبوتی را گرفت و در سراسر عناصر و عنوان‌های مرد عنکبوتی را در مرد عنکبوتی شگفت انگیز، مرد عنکبوتی خارق العاده، مرد عنکبوتی، مرد عنکبوتی نامحدود، و حس مرد عنکبوتی جایگزین شد و گرفت.مرد عنکبوتی به عنوان یک ماهانه مداوم است. ریلی به عنوان مرد عنکبوتی برجسته در بین ژانویه و دسامبر ۱۹۹۶ باقی ماند. در طی این دوره، این شخصیت نیز در دو کراس اور دی سی علیه مارول با دی سی کامیکس علیه بک لش/مرد عنکبوتی با ایمیج کمیکس حضور داشت.
اگر چه شخصیت از زمان مرگ وی در مرد عنکبوتی شماره ۷۵ استفاده نشده‌است، اما اغلب اوقات به بتکده ای در اسطوره دختر عنکبوتی اشاره شده‌است. در ژانویه ۲۰۰۹ ریلی به عنوان مرد عنکبوتی در سومین قسمت مرد عنکبوتی منیز/مردان ایکس منس از کمپانی بازگشت. این مجموعه به وسیله کریستوز گیج نوشته شده‌است و قسمت‌هایی از داستان مردان ایکس و مرد عنکبوتی را بررسی می‌کند که به‌طور کامل به مواد اولیه دوره‌های زمانی که داستان در آن اتفاق می افتد، به کار می‌رود. در شماره ۳ اولین ماجراجویی ریلی را بیش از دوازده سال می‌بینیم. مارول با شروع سال ۲۰۰۹ و ادامه دادن به سال ۲۰۱۰، سری مینی سریالی را به نام "مرد عنکبوتی" را منتشر کرد: "کلون ساگا"، بازنویسی داستان همانطور که در ابتدا تصور می‌شد. در سال ۲۰۱۰ مارول شروع به جمع‌آوری داستان در کاغذ و کت و شلوار تجارت کرد (ISBN 978-0-7851-4805-0). حماسه پنج کتاب را پوشش می‌دهد و زمان رایلی را در جاده، با برخورد خود با پیتر و مری جین، تا نقش خود را به عنوان اسکارلت اسپایدر، به عنوان تنها قهرمان در نیویورک پوشش دهد.

### بازگشت به دست آمده
در ۲۵ ژوئیه ۲۰۱۰ طرفداران کمیک کان سان دیگو، طرفداران ابزار تمایل خود را برای دیدن بازگشت بن ریلی آماده کردند. برای این، تام برنان، معاون تدوینگر پاسخ داد: "این کار بر روی آن کار انجام می شود." در طی کمیک کان سان دیگو ۲۰۱۱، یک تصویر تیزر در مارول.کام از پیراهن ریلی در شعله‌های آتش، تحت عنوان "بازگشت اسکارلت اسپایدر؟" منتشر شد. در مرد عنکبوتی شگفت انگیز شماره ۶۷۳ و مارول پین وان یک شات نشان داده شده‌است که کین اسکارلت اسپایدر جدید در سری خود در حال اجرا است، که توسط سردبیر استیو واکر در "نامه به ویرایشگر" صفحه ۶۷۳ نوشته شد. بعداً، بن ریلی در فرم اسکارلت اسپایدر به نظر می‌رسد با کین در پوشش شماره ۲۱ اسکارلت اسپایدر با هم مبارزه می‌کنند. در اوج مسئله نشان داده شده‌است که این کراون شکارچی است که با ریلی رایج است.

### قیام
بن ریلی در داستان "دیگر مرده نیستند:توطئه کلونی" جایی مشخص شد که بقایایش پس از مرگ او توسط شغال بازیابی شده بود، شغال چندین ماه به "کشتن" بن روی آورد و بن سعی کرد به زندگی یک فرایند شبیه سازی جدید اضافه کند. بن در نهایت موفق به فرار از کنترل شغال شد، اما توسط تجربه چندگانه مرگ و میر شکست خورد، او کنترل طرح شغال را حتی تصویب و نام شغال را برای خود کرد و تصمیم گرفت تا زندگی چندین متحد متفقین و دشمنان پیتر را بازگرداند، آن‌ها را با استفاده از فرایند شبیه سازی ناقص که نیاز به زنده ماندن برای مصرف قرص به صورت روزانه برای زنده ماندن زنده کرد. پس از یک نزاع نهایی با پیتر، او را مجبور کرد تا زمانی که سعی در کشتن تمام بشریت و بازگرداندن آن‌ها به عنوان کلون های "جاودانه" داشت، او را به چالش کشیده بود، او فریب مرگش را می‌داد و به لاس وگاس می‌رود تا مجدداً یادبگیرد چگونه یک قهرمان باشد، و به هویت اسکارلت اسپایدر برگشت.

## یادداشت
1. ↑  The actual published title is "Even if I Live, I Die!". The source gives no indication whether the title was changed prior to publication or Conway simply misremembered it.